# Martin Addy
Martin Addy (FDSRCS) es profesor emérito de odontología en la Universidad de Bristol, donde estableció la unidad de ensayos clínicos y los laboratorios de investigación, y donde su investigación se ha centrado en los productos de higiene bucal, el desgaste de los dientes y la hipersensibilidad de los dientes. Ha estado haciendo campaña para mejorar la higiene bucal durante la pandemia de COVID-19. 

## Publicaciones seleccionadas
- Addy, Martin; Edgar, W. Michael; Embery, Graham; Orchardson, Robin (2000). Tooth Wear and Sensitivity: Clinical Advances in Restorative Dentistry (en inglés). Taylor & Francis. ISBN 978-1-85317-826-9.